# یوانیس اوکاس
یوانیس اوکاس (انگلیسی: Ioannis Okkas؛ زادهٔ ۱۱ فوریهٔ ۱۹۷۷) بازیکن سابق و مربی فوتبال اهل قبرس است.
از باشگاه‌هایی که در آن بازی کرده‌است می‌توان به باشگاه فوتبال پائوک، باشگاه فوتبال نئا سالامیس فاماگوستا، باشگاه فوتبال اومانیا، باشگاه فوتبال آ. ا. ک آتن، باشگاه فوتبال سلتاویگو، باشگاه فوتبال آنورتوسیس فاماگوستا، و باشگاه فوتبال المپیاکوس اشاره کرد.
وی همچنین در تیم ملی فوتبال قبرس بازی کرده‌است.